# Infinite Ryvius
Infinite RYVIUS (яп. 無限のリヴァイアス Мугэн но Рибайасу, Бесконечное путешествие корабля Ривиас) — японский аниме-сериал, созданный студией Sunrise.

## Сюжет
В 2225 году человечество удачно колонизирует все планеты солнечной системы, а путешествие в космосе становится обычным явлением. Действие происходит в космической станции «Либэ Дельта», расположенной на орбите Земли, в которой проходят обучение будущие пилоты космических кораблей. Кодзи Айба, 16-летний парень отправляется, вместе со своей подругой детства Аой и младшим братом Юки, на обучение в станцию. Внезапно, станция по таинственным причинам, начинает стремительно падать и разрушаться. Люди, спасая свои жизни, отправляются на необычный корабль Ривиас. Кораблю удаётся оторваться от орбиты, тем самым спася жизни 486 людей. Пилоты Ривиаса отправляют сигналы тревоги по всей солнечной системе, однако никто не отвечает, и наоборот на Ривиас начинают нападать военные корабли, объявив их официально террористами. Позже корабль захватывает группа пиратов во главе с Блю. Он решает отвечать агрессией на атаки военных, и так начинается долгая война Ривиаса с солнечной системой. Пилоты тем временем пытаются дальше посылать сигналы о помощи. Однако пираты были свержены, благодаря тщательно продуманному плану Штайна Хейгара, члена экипажа цвай. Проходит полгода, и запасы пищи постепенно истощаются. Обитатели Ривиаса, состоящие из студентов, по мере того как в корабле жить становится всё сложнее, становятся всё более агрессивными. Многие люди, в том числе и главные герои, начинают сходить с ума из-за того, что теряют веру и надежду спастись. Позже выясняется причина, по которой военные стали вести охоту на Ривиас — в нём заключена уникальная программа в образе девушки Нэи, которая способна эволюционировать в критических ситуациях. Таким образом военные планировали усовершенствовать Нэю, невзирая на жизни сотен студентов, считая, что она создана спасти солнечную систему от катастрофы, но на данный момент ещё не совершенна. Однако в самом конце истории экипаж корабля получает помощь, и все студенты спасаются. Проходит год, и бывшим членам Ривиаса, в том числе и Кодзи, предлагают снова отправится в путешествие на Ривиасе. Как ни странно, практически все соглашаются.

## Список персонажей

### Корабль Ривиас
Кодзи Айба (яп. 相葉 昴治 Айба Ко:дзи) — Главный герой истории, ему 16 лет. Спокойный, умный и честный парень, однако слабохарактерный. Отправляется в станцию Дельта, чтобы получить лицензию пилота второго уровня. Вместе с младшим братом был воспитан матерью-одиночкой. Подсознательно ведёт себя как опекун по отношению к Юки, что сильно того раздражает. Несмотря на свой слабый и бесхребетный характер, Кодзи умеет хорошо и дипломатически договариваться с людьми. Он один из немногих пилотов экипажа, который призывает решать проблемы наиболее либеральными способами и категорически против насилия. После того, как среди студентов зреет недовольство по отношению к пилотам, Кодзи становится козлом отпущения из-за свой беззащитности, и его фактически избивают каждый день, не оставляя живого места на теле. Когда все члены экипажа стали сходить с ума, Кодзи был фактически единственный, кто оставался самим собой, хоть ему было вовсе не легче, чем остальным. Через год после основных событий Кодзи возвращается на Ривиас.
Сэйю: Тэцу Сиратори
Аой Хосэн (яп. 蓬仙 あおい Хо:сэн Аой) — Подруга детства Кодзи и Юки, знает их больше, чем кто-либо другой. Часто, когда Кодзи и Юки снова ссорятся, она стремится помирить их. Изначально отправилась на Дельту в качестве стюардессы. Она дружит к Кодзуэ и Аибас, другими девушками, и живёт с ними по соседству. Питает сильные чувства к Кодзи и Юки и в конечном счёте выбирает Кодзи. Стремится быть всегда рядом с ним и часто вмешивается в его дела. Через год после основных событий вместе с Кодзи возвращается на Ривиас как официальная пара.
Сэйю: Хоко Кувасима
Юки Айба (яп. 相葉 祐希 Айба Ю:ки) — Младший брат Кодзи. Ему 15 лет. Является полной противоположностью брата. Очень грубый, вспыльчивый, делает прежде чем думает и постоянно лезет в драки. Ненавидит брата и почти всегда ругает его, а затем бьёт. По его утверждению, Кодзи всегда «указывает и давит» на него, хотя сам является плохим примером. Многие утверждают, что Юки просто страдает «комплексом брата». Один из лучших пилотов на Ривиасе. Долгое время пилотировал гигантским роботом, который сражался с вражескими кораблями. Помимо вышесказанного, он также проявляет интерес к девушкам. Однажды он разорвал отношения со своей первой подругой, брюнеткой Эриной Ригби, на борту «Дельта Либе» незадолго до уничтожения станции. Его нынешней подругой является Каллен Луксьора, пилот-одноклассница и главный оператор Vital Guarder. В конце истории его отношения с Кодзи становятся более дружескими.
Сэйю: Соитиро Хоси
Икуми Одзэ (яп. 尾瀬 イクミ Одзэ Икуми) — Друг Кодзи и Юки. Ему 16 лет, он родом с Юпитера. Спокойный, дружелюбный и симпатичный парень. Как правило, пытается успокоить Юки, когда тот нарывается на драку. Отличный пилот. В конце захватывает власть на корабле. Когда-то давно влюбился в свою сестру, однако государство запретило инцест, и сестра покончила с жизнью самоубийством. После того, как Идзуми была сильно ранена девушками из кухни, Икуми сходит с ума и устанавливает тоталитарный режим на корабле. Однако узнав, что единичные случаи насилия не прекратились, изолировал разные группы людей в корабле, разделив их на разные классы, в зависимости от благополучия. Когда Кодзи попытался переубедить его, сказав, что такие действия не сделают Идзуми счастливой, Икуми выстрелил в него, тяжело ранив правое плечо.
Сэйю: Томокадзу Сэки
Кодзуэ Идзуми (яп. 和泉 こずえ Идзуми Кодзуэ) — Молодая девушка, прибывшая с Луны. Она работает в качестве повара на Ривиасе. Прибыла изначально на Дельту в качестве стюардессы. Очень наивная и весёлая. Она сильно влюбляется в Икуми и верит, что он во что бы то ни стало защитит её. Когда на корабле была введена система баллов (для пилотов баллы были безграничны), другие девушки полагающие, что она получает даром баллы от Икуми, стали завидовать ей и намеренно нагружать тяжёлой работой. Однажды схватили Кодзуэ и распороли кожу в области груди или живота. Из-за этого Кодзуэ сильно изменилась, она впала в безумие и оскорбила Аой, свою лучшую подругу, а позже Икуми переводит её в отдельную каюту, Кодзуэ лишается рассудка, и словно теряет свои положительные и негативные эмоции. При каждой встрече с Икуми, гладит его и лишь призывает дальше защищать себя. Через год после событий она всё ещё остаётся вместе с Икуми.
Сэйю: Сакура Тангэ
Файна Синодзаки (яп. ファイナ・Ｓ・篠崎 Файна Эсу Синодзаки) — Родом из Урана, где исповедуют особую религию. Поэтому у девушки уникальное чувство этики. Кодзи и Икуми спасают её из разрушающейся Либе Дельты. У Файны есть домашний хорёк, которого она отдала на попечение Хосэн и другим девушкам. Несмотря на то, что Файна долгое время показывала себя как доброжелательного и умного человека, она страдает особой фобией и боится прошлого, «вырезая» его. Так она ранее убила двух людей: своего парня и лучшую подругу. По мере развития отношений с Кодзи, она решает, что он будет её супругом и ждёт ответа от него. Однако Кодзи замешкался и в конце концов его выбор пал на Аой. Поражённая Файна не могла простить такой поступок и сначала стремилась всеми способами не пересекаться с ним, а потом, увидев смертельно раненного Кодзи, решила задушить его, как «своё плохое прошлое», говоря, что прошлое не должно существовать. Однако ей помешала Нэя.
Сэйю: Рикако Айкава
Нэя (яп. ネーヤ Нэ:я) — Таинственная девушка в необычном костюме, которая подобно призраку бродит в корабле и находится одновременно во всех желаемых местах, наблюдая за его обитателями. Позже выясняется, что она является системой корабля и уникальна сама по себе, так как может эволюционировать и обладает разумом. Во время атаки, когда кораблю грозит опасность, она самостоятельно активирует защиту корабля, продолжая при это свою эволюцию. Появление в форме девушки, это не что иное, как особая голограмма, которая с одной стороны подобно призраку может проходить сквозь объекты и оказываться в желаемых местах в любую секунду, с другой стороны может подчинять своё «тело» физическим законам. Так её однажды без сознания пронесли до палаты, где она контактировала с вещами, как простой человек. Нэя имеет облик покойной дочери Конрада Вискусса, человека, возглавлявшего охоту на Ривиас. Когда Нэя предстаёт перед Конрадом, призывая оставить Ривиас, Конрад, потрясённый, даёт немедленный приказ прекратить атаку и спасти студентов Ривиаса, через мгновение застрелив себя.
Сэйю: Рэй Сакума

### Команда Синие
Эрс Блю (яп. エアーズ・ブルー Эа:дзу Буру:) — Глава команды Пиратов. Его отец является министром обороны на спутнике Сатурна. Долгое время оставался главным на Ривиасе. Хорошо владеет боевыми искусствами. Намеренно создаёт опасные ситуации, чтобы чувствовать себя «живым». Очень агрессивный, так как не обладает никакими навыками пилотирования, даёт непосредственно приказы другим, сидя на «троне», а если кто-то ослушивается его, он угрожает пистолетом и реально может выстрелить как это показано в сцене с Нэей. Его приказы как правило безрассудны. Несмотря на это Юири Бахана была единственной, которая сочувствовала Блю и даже питала тёплые чувства, несмотря на то, что он обращался с ней грубо и угрожающе. Во время сражения с военным кораблём, он, находясь внутри боевого робота сказал, что его не интересует судьба людей в Ривиасе. Штейн, перехватил разговор, и передал его по радио на Ривиасе. Так среди студентов возникает недовольствие. Членов Блю захватывают и заключают в камеры. Сам Блю скрывается. Через какое то время Кодзи находит его и решает тайно проносить ему еду. К концу истории Блю решает отдать Кодзи пистолет сказав, что «ему интересно, как он использует его».
Сэйю: Нобуюки Хияма
Мишель Кей (яп. ミシェル・ケイ Мисэру Кэй) — Член пиратской команды Блю. Внешне похожа на ребёнка с зелёными волосами. Она легкомысленная, но и агрессивная. Сначала долгое время умело флиртовала с членами экипажа цвай, чтобы те выполняли приказы Блю. Выстрелила «ради забавы» ракетой Ривиаса в космос. После того, как банда Блю была свержена, она долгое время сидела заточённой в камере и с помощью обольщения сумела выбраться. Позже её условно освобождают и она должна поддерживать порядок в Ривиасе, наказывая насильников. Так Мишель формирует новую команду из бывших членов банды Блю, вгоняя страх во всех членов экипажа. Новая работа приходится ей по душе, её команда расправлялась не только с насильниками, но и просто с теми, на кого Мишель могла точить зуб. Однако самого Блю она возненавидела, будучи уверенной, что он предал всех.
Сэйю: Юи Хориэ
Клифф Кей (яп. クリフ・ケイ Курифу Кэй) — Старшая сестра Мишель. Привлекательная девушка с красными волосами. Долгое время обольщала Чарли, чтобы он выполнял поручения Блю. Он же не замечал, что Клифф использует лишь его ради целей Блю, и наивно верил, что она всерьёз любит его. Несмотря на её поведение, Чарли слепо защищает её. Позже, поняв, что Блю больше не нуждается в помощи Чарли, поменяла его на другого пилота, разбив сердце первому. После того, как в корабле свергают банду Блю, её вместе с сестрой намеревались избить, однако им на помощь приходит Чарли, жертвуя собой, ради спасения Клифф. Девушка тогда был поражена самоотверженностью Чарли и решает всерьёз встречаться с ним, утверждая, что «он первый мужчина, который принял её такой, какая она есть». Из-за чего ссорится с Мишель. Так до конца истории они остаются вместе. Через год, после событий, Чарли и Клифф живут вместе, Клифф носит косы и заставила Чарли похудеть.
Сэйю: Мики Нагасава

### Вторые
Юири Бахана (яп. ユイリィ・バハナ Юири Бахана) — Высокопоставленный студент и признанный лидер экипажа цвай. Выросла в приюте для детей и поэтому стремится самостоятельно решать проблемы. Она очень умная и тщательно продумывает планы. После того, как корабль был захвачен пиратами Блю, Юири назначили капитаном команды. Она же сама непосредственно получала команды от Блю. Несмотря на то, что он ей всё время угрожал, у Юири сформировалось особое отношение к Блю, ближе к любовным. После свержения Блю она всё время хранила его бандану, её выбрали капитаном команды, однако несмотря на острый свой ум, Юири не обладает нужными лидерскими качествами и была быстро отстранена. Позже стремилась помочь Кодзи.
Сэйю: Кёко Хиками
Луксон Хокудзё (яп. ルクスン・北条 Рукусун Хокудзё:) — Формальный капитан Ривиаса, его предки десятки поколений были тоже капитанами. Обладает очень позитивным характером и лидерскими качествами, однако сам недальновидный и трусливый. После того, как Блю захватывает корабль, его быстро отстраняют от должности капитана и выгоняют, понижая до обыкновенного дворника. Он в отличие от большинства людей, остаются жизнерадостным, и уверенным в себе. После того, как приключение Ривиаса заканчивается, он написал книгу, которая становится бестселлером, о истории и опасных приключениях жителей Ривиаса. После возвращения, его добровольно снова избирают командиром.
Сэйю: Бин Симада
Штейн Хагар (яп. シュタイン・ヘイガー Сютайн Хэйга:) — Член экипажа цвай. С виду особо не приметный, но на самом деле он отличный и хладнокровный стратег, который не претендует на пост капитана команды, однако сильно влияет на капитана, фактически манипулируя им. Его отец является гражданским офицером в Армии обороны. Долгое время выступал в качестве помощника Юири. Просчитывает всё очень хорошо и легко убеждает других пилотов в своей правоте. В частности он продумал план по свержению банды Блю.
Сэйю: Иссин Тиба
Чарли (яп. チャーリー Тя:ри:) — Член экипажа цвай. Его настоящее имя «Гуд Тартланд», получил прозвище от банды Блю. Очень трусливый парень, который готов всё выполнять, если чувствует угрозу. Именно из-за него банда Блю захватила корабль Ривиаса. Сначала члены банды, избивали его, но после того, как Клифф стала соблазнять его, он очень легко стал подчиняться Блю. Несмотря на то, что Клифф вовсе не питала к нему чувств, а делала это лишь для того, чтобы Чарли подчинялся Блю, парень наивно продолжал верить в то, что Клифф его любит. После того, как на Клифф напали, он подставил себя, ради защиты Клифф. Так девушка всерьёз решает завести с ним отношения. Через год после событий выясняется, что Чарли и Клифф живут вместе, и сам Чарли становится худым, так как Клифф заставила его сесть на диету.
Сэйю: Тосихару Сакурай

## Список серий аниме
| 01 | A Time That Should Come «Китарубэки Токи» (きたるべきとき)           | 6 октября 1999  |
| Группа японских школьников отправляется в тренировочный навигационный центр на космической станции «Либэ Дельта» на орбите Земли, чтобы пройти обучение на пилотов космических кораблей. В самом начале запланированного погружения в верхний слой Моря Гедульд, опасной зоны пространства, образованного массивной солнечной вспышкой в 2137 году, в результате диверсии уничтожен Центр управления станции. Станция погружается глубже чем планировалось, что угрожает её существованию. Управление «Либэ Дельта» берут на себя «Цвай» (Zwei), элитная группа курсантов-второкурсников. Появляется таинственная девушка в необычном костюме. Тем временем, неизвестные начинают операцию по захвату станции. Кодзи Айба и Икуми Одзэ решают спасти человека, запертого в одном из отсеков станции. |                                                                      |                 |
| 02 | Unnecessary Things «Ёкэй на Кото» (よけいなこと)                     | 13 октября 1999 |
| Пока все на станции живут обычной жизнью, «Цвай» пытаются спасти «Либэ Дельта» и её обитателей. Диверсантами убит директор станции. «Цвай» решают использовать для эвакуации тренировочный корабль, расположенный в центральной зоне станции. Кодзи и Икуми пытаются спастись из отсеков, которые один за другим отрезаются от центральной зоны станции. Тем временем, «Либэ Дельта» продолжает разрушаться. Пытаясь выиграть время для эвакуацию курсантов, инструктора жертвуют собой. Кодзи и Икуми успевают вернуться в центральную зону, сумев при этом спасти потерявшую сознание Файну Синодзаки. |                                                                      |                 |
| 03 | Crossing the Ocean «Унабара о Коэтэ» (うなばらをこえて)              | 20 октября 1999 |
| Пока «Цвай» готовят тренировочный корабль к эвакуации, неизвестные и команда «Пиратов» во главе с Эрсом Блю строят планы по его захвату. Диверсанты берут в заложники Синодзаки и, угрожая её убить, требуют отменить старт. Икуми и «Пираты» срывают их план. Первая попытка старта закончилась неудачей, тренировочный корабль вместе с «Либэ Дельта» продолжает погружение в Море Гедульд. Причиной стал неизвестный корабль, успевший до старта присоединиться к кораблю, на котором пытаются спастись курсанты. Неожиданно пробуждается таинственный корабль, находящийся внутри тренировочного корабля, и запускает двигатели на полную мощность. Испугавшись за собственные жизни, неизвестные вынуждены отпустить корабль с курсантами.                                                      |                                                                      |                 |
| 04 | Ring Of Ryvius «Рибайасу но Ва» (リヴァイアスのわ)                   | 27 октября 1999 |
| Старт вышел жёстким, серьёзные травмы получили не менее 15 курсантов. «Цвай» не могут понять, что произошло, а также отчего корабль несмотря на повреждения продолжает полёт и почему гравитация на нём равна 1 G. Они начинают исследовать необычный корабль «Ривиас», обнаруженный ими внутри тренировочного корабля, и выясняют, что его системами управляет уникальная программа, при расшифровке которой возникают сложности. «Цвай» рассказывают остальным курсантам правду о происходящем на корабле и предлагают перейти на «Ривиас». Тем временем, неизвестные преследуют курсантов. Курсанты переходят на «Ривиас». «Цвай» смогли установить, что старту их корабля противодействовал корабль Отдела орбитальной безопасности.                                                             |                                                                      |                 |
| 05 | A Small Settlement «Тиисана Матомари» (ちいさなまとまり)             | 3 ноября 1999   |
| «Цвай» готовят свой новый корабль к полёту домой, одновременно отправив сигнал бедствия. Тем временем, на Земле думают, что делать с «Ривиасом». Начинается захват корабля с курсантами, но «Ривиас» противодействует этому, уничтожив 2 корабля захватчиков и уйдя в Море Гедульт. В это время власти сообщают о гибели станции «Либэ Дельта» со всем экипажем и курсантами на борту. Юки Айба избивает своего брата Кодзи, обвиняя того в излишней опеке, и Икуми, вступившегося за своего друга. Пока власти планируют захватить «Ривиас» находятся те кто готов им помешать в этом. |                                                                      |                 |
| 06 | My Moment «Боку но Сэцуна» (ぼくのせつな)                            | 10 ноября 1999  |
| «Цвай» пытаются понять почему Отдел орбитальной безопасности вместо спасения курсантов пытается захватить их корабль. «Цвай» учатся управлять «Ривиасом», скрывая правду от остальных курсантов из-за опасений паники. Военные готовят атаку. Чарли, член «Цвай», сообщает правду о происходящем на корабле «Пиратам». Икуми пытается поговорить с Юки о его отношениях с Кодзи, но разговор перерастает в драку. Начинается бомбардировка «Ривиаса». Пытаясь защититься, «Цвай» решают погрузиться в Море Гедульд ещё глубже. |                                                                      |                 |
| 07 | The Changing Times «Кавари-Юку Токи» (かわりゆくとき)                | 17 ноября 1999  |
| 08 | We Didn't Know Anything «Нанимо Сиранакатта» (なにもしらなかった)    | 24 ноября 1999  |
| 09 | Vital Guarder «Ваитару Га:да:» (ヴァイタル・ガーダー)                | 01 декабря 1999 |
| 10 | Even if it's Unbelievable «Синдзирарэнакутэмо» (しんじられなくても)  | 8 декабря 1999  |
| 11 | After the Festival «Мацури но Ато» (まつりのあと)                    | 15 декабря 1999 |
| 12 | Whereabouts of the Future «Мирай но Арика» (みらいのありか)          | 22 декабря 1999 |
| 13 | We Can Only Touch Each Other «Фурэау Кото Сика» (ふれあうことしか)   | 29 декабря 1999 |
| 14 | Overly Conscious «Итики Сисуги» (いしきしすぎ)                       | 5 января 2000   |
| 15 | As if We Were Set Adrift «Нагасарэру Мама ни» (ながされるままに)     | 12 января 2000  |
| 16 | Distorted World «Югаму Сэкай» (ゆがむせかい)                         | 19 января 2000  |
| 17 | Free Order «Дзию: но Тицудзё» (じゆうのちつじょ)                     | 26 января 2000  |
| 18 | We Didn't Understand «Вакариэнай» (わかりあえない)                   | 2 февраля 2000  |
| 19 | Smiling With You «Эгао Кими то» (えがおできみと)                     | 9 февраля 2000  |
| 20 | Things You Can't Give Up «Юдзурэнай Моно» (ゆずれないもの)           | 16 февраля 2000 |
| 21 | We Don't Need Tomorrow «Nokosarejima» (あしたなんかいらない)         | 23 февраля 2000 |
| 22 | For the Sake of Surviving «Икинокору Тамэ ни» (いきのこるために)     | 1 марта 2000    |
| 23 | The Torn-Off Past «Тигирэта Како» (ちぎれたかこ)                     | 8 марта 2000    |
| 24 | Kōji Aiba «Айба Ко:дзи» (あいばこうじ)                               | 15 марта 2000   |
| 25 | For the Sake Of Being Myself «Орэ дэ Ару Тамэ ни» (おれであるために) | 22 марта 2000   |
| 26 | Tomorrow «Асита» (あした)                                            | 29 марта 2000   |

## Медия

### Аниме
Впервые транслировался по телеканалу TV Tokyo с 6 октября 1999 года по 23 марта 2000 года. Всего выпущено 26 серий аниме. Сериал получил в 2000 году премию Кобэ, как лучшая анимация на пятом вручении.

### Манга
На основе сюжета сериала была выпущена манга, авторства Ёсукэ Куроды, которая выпускалась издательством MediaWorks с 1999 года по 2000 год.

## Награды и номинации
| Премия                        | Дата вручения | Категория                              | Номинанты и получатели | Результат |  |
| ----------------------------- | ------------- | -------------------------------------- | ---------------------- | --------- |  |
| Лучшая телевизионная анимация | 2000          | Бесконечное путешествие корабля Ривиас | Номинация              |           |  |